# Carnival Liberty
Die Carnival Liberty (dt. Unabhängigkeit) ist ein Post-Panamax-Kreuzfahrtschiff der Reederei Carnival Cruise Line. Sie wurde als viertes Schiff der Conquest-Klasse in Dienst gestellt und unterscheidet sich von ihren Vorgängerbauten durch eine vollständig andere Maschinenanlage.

## Geschichte

### Bau und Indienststellung
Noch während sich das Typschiff der Conquest-Klasse im Bau befand, unterzeichneten die Reederei Carnival Cruise Lines und der italienische Schiffbaukonzern Fincantieri am 29. Juni 2002 eine Absichtserklärung zum Bau des vierten Kreuzfahrtschiffes der Klasse. Baubeginn war am 1. Juni 2004. Trotz umfangreicher technischer Änderungen – das Schiff wurde mit einer völlig neuen Maschinenanlage ausgerüstet – gegenüber den übrigen Schiffen der Conquest-Klasse entstand die Carnival Liberty mit der Baunummer 6111 in nur 24 Monaten auf der italienischen Werft Fincantieri in Monfalcone. Nach neun Monaten im Baudock schwamm das Schiff Ende Dezember 2004 auf und wurde zur Fertigstellung an den Ausrüstungskai verlegt. Nachdem die Carnival Liberty am 19. Juli 2005 in Civitavecchia von der italienisch-amerikanischen Schauspielerin Mira Sorvino getauft worden war, konnte das Schiff am folgenden Tag an die Eignergesellschaft übergeben werden.

### Einsatz
Die Carnival Liberty war das erste Schiff der Reederei, das im Mittelmeer stationiert wurde. Im Sommer 2005 steuerte sie vom Basishafen Civitavecchia aus Ziele im Mittelmeer an. Im Oktober 2005 wurde das Schiff nach seiner ersten Atlantiküberquerung in Fort Lauderdale stationiert.
Nach ursprünglichen Planungen sollte die Carnival Liberty nach einer Atlantiküberquerung im Mai 2009 wieder Ziele in Europa anlaufen. Als Basishäfen waren Dover und Civitavecchia vorgesehen. Aufgrund der Finanzkrise entschied die Reederei jedoch, das Schiff weiterhin für einwöchige Karibikkreuzfahrten einzusetzen.
Am 7. September brach bei einer Karibikrundreise während eines Hafenaufenthaltes in Charlotte Amalie auf Saint Thomas im Maschinenraum des Schiffes ein Brand aus, der gelöscht werden konnte. Das Schiff konnte seine Reise nicht fortsetzen, die Passagiere wurden ausgeflogen.
Im September 2021 erhielt die Carnival Liberty bei einem Werftaufenthalt in Cádiz eine neue Rumpfbemalung. Dabei wurde der bisher weiße Bug blau gestrichem. Anlass ist das 50. Jubiläum der Reederei im Jahr 2022.

## Maschinenanlage und Antrieb
Mit dem Bau der Carnival Liberty wurde auch eine grundlegende Modernisierung der Maschinenanlage für die noch nachfolgenden Schiffe der Conquest-Klasse vollzogen. Die bei den Vorgängerschiffen noch installierten Lizenzbauten der Sulzer-Baureihe ZA40S wurden durch sechs V-12-Zylinder-Motoren der neu entwickelten Baureihe 46 des finnischen Herstellers Wärtsilä ersetzt. Trotz reduziertem Kraftstoffverbrauch und geringerem Schadstoffausstoß stieg die Leistung der Maschinenanlage im Vergleich zu der Vorgängeranlage um ca. 20 %.
Bei der konventionell ausgeführten Antriebsanlage mit Wellenanlage, Festpropeller und Ruder wurden die bisher verwendeten Propellermotoren durch leistungsstärkere Neuentwicklungen des französischen Konzerns Alstom ersetzt.